# Транспорт в Ираке
Транспортная система Ирака развивалась в основном в середине XX века. Из-за ряда крупномасштабных войн общее состояние путей сообщения внутри страны заметно ухудшилось.

## Железные дороги
Общая протяжённость железных дорог в Ираке составляет 2 272 километра, все они имеют стандартную колею в 1435 мм. Транспортное сообщение поддерживается со следующими государствами:
- Саудовская Аравия
- Сирия
- Турция — через Сирию
- Иран — две линии:
  - Басра — Хорремшехр (строится)
  - провинция Дияла — Керманшах (проект)
- Иордания — построено частично.

Идет активное строительство багдадского метрополитена.

## Автомобильные дороги
Общая протяжённость: 45 550 километров.
- С твёрдым покрытием 38 400 километров. (1996)

## Авиационный транспорт
В Ираке имеется 113 аэропортов, в том числе 80 с твёрдым покрытием взлётно-посадочной полосы (1999). Наиболее крупные из них:
- Багдадский международный аэропорт,
- Международный аэропорт Басры,
- Международный аэропорт Эн-Наджаф,
- Мосульский международный аэропорт,
- Эрбильский международный аэропорт.

## Морской транспорт
Общая протяжённость водных путей составляет 1 015 километров. Однако большая часть из них вышла из употребления. Так, в 1991 году был закрыт канал Шатт-эль-Басра, рассчитанный для мелких судов. В канале Шатт-эль-Араб для судоходства пригодны только 130 километров длины. Также отдельные транспортные участки имеются вдоль рек Евфрат и Тигр.
Всего в собственности Ирака имеется 32 судна тоннажем более 1000 регистровых тонн. В том числе 14 грузовых судна, 1 пассажирское, 1 смешанного типа, 13 нефтяных танкеров, 1 рефрижератор, 2 ролкера (1999).
Порты: Басра — главный порт страны, Умм Каср, Хавр аз-Зубайр, Аль-Фао (проект).

## Трубопроводный транспорт
- Трубопроводы для сырой нефти: 4 350 километров.
- Трубопроводы для нефтепродуктов: 725 километров.
- Газопроводы: 1 360 километров.